# منتخب تايلاند لكرة اليد للسيدات
منتخب تايلاند لكرة اليد للسيدات هو الممثل الرسمي لتايلاند في رياضة كرة اليد. شارك في بطولة العالم لكرة اليد للسيدات مرة واحدة وكانت تلك المشاركة في سنة 2009، حقق فيها المركز الحادي والعشرون. شارك في بطولة آسيا لكرة اليد للسيدات مرتين وكانت المشاركة الأولى في سنة 2008، كان أفضل مركز له فيها هو الرابع.